# Tamasesia rotunda
Tamasesia rotunda är en spindelart som beskrevs av Marples 1955. Tamasesia rotunda ingår i släktet Tamasesia och familjen Mysmenidae.
Artens utbredningsområde är Samoa. Inga underarter finns listade i Catalogue of Life.